# Четврти судија (фудбал)
Четврти судија је судија који помаже у свим административним процедурама пре, у току и после утакмице на начин који од њега захтева главни судија. 
У случају да неко од тројице судија на терену није у могућности да настави утакмицу или неко од делегираних судија не стигне на време, његову улогу преузима четврти судија. Он има обавезу да контролише сваку измену играча означавајући покретним семафором број играча који напушта терен, односно број фудбалера који улази у игру. 
Има овлашћења и да преконтролише опрему играча пре уласка у терен.
Задатак му је и да одреди простор за загревање резервних играча, водећи рачуна да не ометају фудбалере који су на терени и судије. Поред овога, контролише понашање службених лица унутар техничког простора и на службеној клупи.
За време утакмице мора бити у судијског опреми како би сваког тренутка био спреман да преузме улогу једног од судија уколико то од њега захтева главни судија.